# Calopogonium lanceolatum
Calopogonium lanceolatum är en ärtväxtart som beskrevs av Townshend Stith Brandegee. Calopogonium lanceolatum ingår i släktet Calopogonium och familjen ärtväxter. Inga underarter finns listade i Catalogue of Life.